# Synopia orientalis
Synopia orientalis is een vlokreeftensoort uit de familie van de Synopiidae. De wetenschappelijke naam van de soort is voor het eerst geldig gepubliceerd in 1880 door Kossmann.